# Roșniv, Tîsmenîțea
Roșniv (în ucraineană Рошнів) este o comună în raionul Tîsmenîțea, regiunea Ivano-Frankivsk, Ucraina, formată numai din satul de reședință.

## Demografie
Componența lingvistică a comunei Roșniv
     Ucraineană (99,89%)
     Alte limbi (0,11%)
Conform recensământului din 2001, majoritatea populației comunei Roșniv era vorbitoare de ucraineană (99,89%), existând în minoritate și vorbitori de alte limbi.